# Carriera politica di Arnold Schwarzenegger

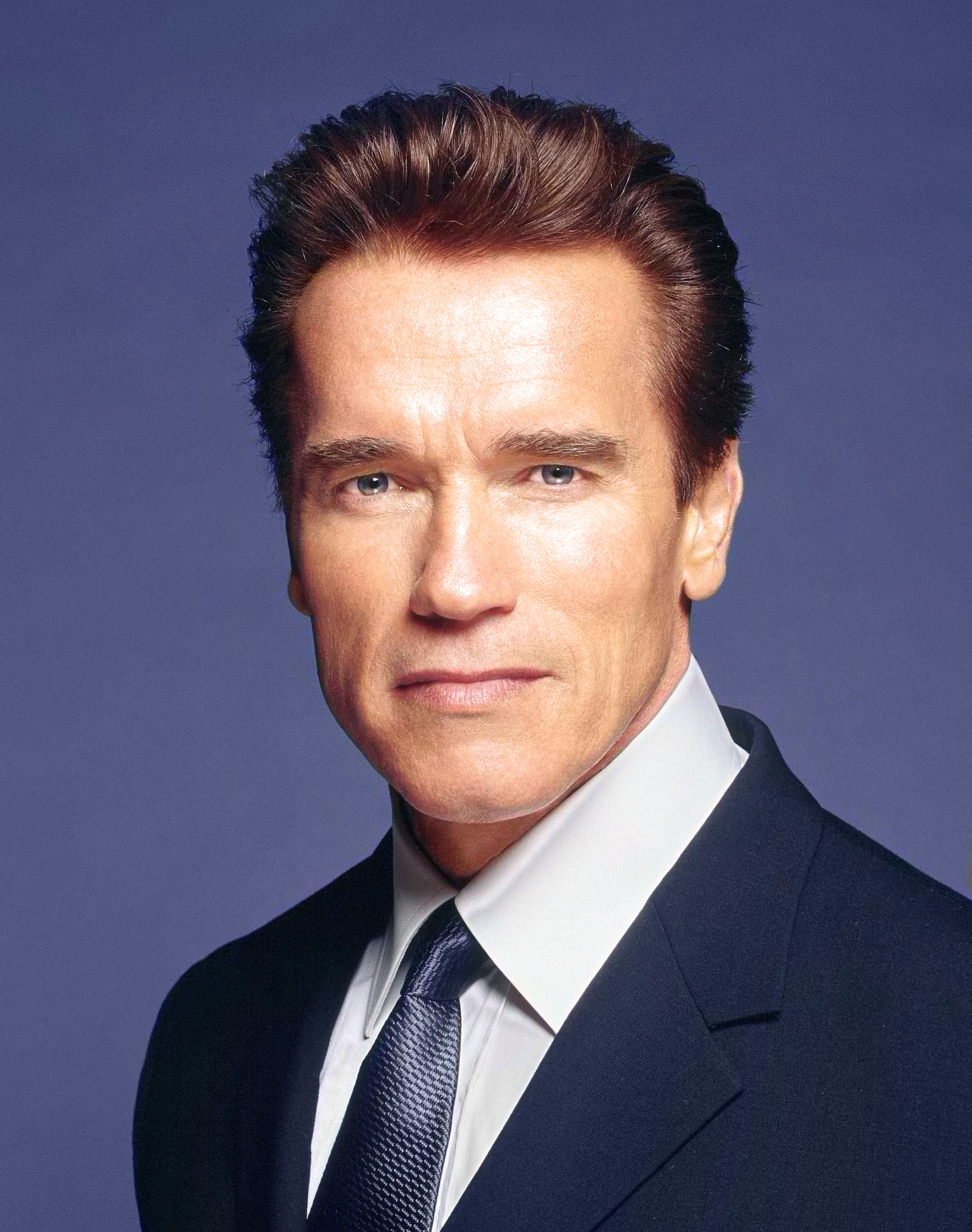
Il Governatore Arnold Schwarzenegger

Arnold Schwarzenegger è un famoso attore statunitense di origine austriaca, Governatore della California dal 2003 al 2011 per il partito repubblicano.
Eletto nelle elezioni di revoca del 2003, è stato poi confermato per un secondo mandato nel 2006. In precedenza fu nominato dal presidente George H. W. Bush capo della Commissione presidenziale per il Fitness e lo Sport, carica mantenuta dal 1990 al 1993; inoltre è stato a capo della Commissione governativa della California su Fitness e Sport, quando Governatore era Pete Wilson.

## L'impegno politico e sociale

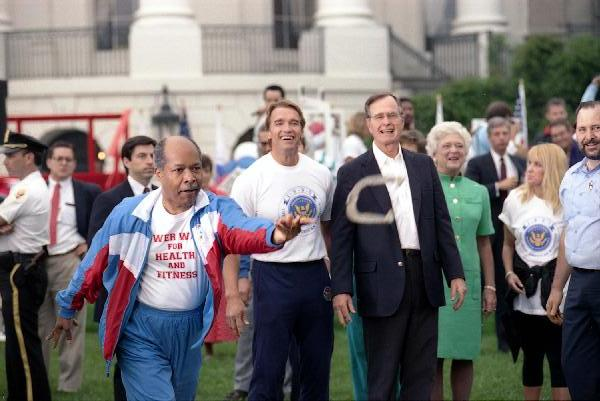
Arnold Schwarzenegger con George Bush senior nel 1990

I primi interessi da parte di Schwarzenegger per la vita politica degli Stati Uniti risalgono all'inizio degli anni novanta, ma nel 1985 era già apparso in un video musicale contro la droga sponsorizzato dal governo Reagan Stop the Madness.
Schwarzenegger fu nominato Chairman del Council on Physical Fitness and Sports del Presidente durante l'amministrazione di George H. W. Bush dal 1990 al 1993. Durante questo periodo viaggiò attraverso gli U.S.A. promuovendo l'educazione fisica per i bambini e promuovendo presso tutti i 50 governatori il sostegno di programmi di esercizio fisico nelle scuole. "Alle volte ha visitato 2 o 3 governatori in un giorno, grazie all'uso del suo aereo privato, e a sue proprie spese. Spendeva intorno ai 4000 dollari l'ora", disse George Otott, il Capo del suo staff a quel tempo. "Quando arrivava lui, non si parlava del governatore di turno ma di Arnold, lui non si rivolgeva al Governatore come autorità, ma dandogli del tu in quanto persona" spiegava Otott, un ex-marine. "Lui era quello che noi marines chiamiamo una presenza esigente, uno che comanda, che attira l'attenzione di tutti".
Più tardi fu Chairman (Presidente) per il Council on Physical Fitness and Sports del Governatore della California Pete Wilson.
Nel 1991 è stato commissario sportivo dell'Hollenbeck Youth Center Inner-City Games di Los Angeles. Ha sempre creduto che l'unico modo per migliorare le condizioni di vita dei ragazzi poveri consistesse nell'offrire loro delle opportunità, incoraggiandoli a perseguire e a raggiungere degli obiettivi per alimentare in essi un sentimento di orgoglio e di autostima. Quattro anni più tardi, in collaborazione con il direttore dell'Hollenbeck Danny Hernandez, Schwarzenegger ha quindi istituito la National Inner-City Games Foundation, di cui è Presidente nazionale. L'iniziativa mirava a offrire ai ragazzi un'alternativa alla violenza, alla droga e alle bande criminali, nelle ore pomeridiane dopo la scuola, durante i fine settimana e nei periodi di vacanza. Nata come una competizione atletica estiva, l'ICG ha ottenuto un enorme successo e oggi consente ai ragazzi svantaggiati di partecipare a programmi annuali di arricchimento accademico, ricreativo e culturale, nonché di svolgere attività legate allo sport e all'informatica.
L'ICG organizza gare e dispone di ambulatori in tutto il paese, incoraggiando i giovani ad allontanarsi dalla droga e dalla violenza, favorendo così un processo di crescita sana. Dopo un modesto esordio a Los Angeles, oggi la fondazione si estende a quindici città della nazione, coinvolgendo oltre 250.000 ragazzi in più di 400 scuole. Oltre a essere il fondatore dell'associazione, Schwarzenegger svolge un ruolo molto attivo, mantenendo contatti personali con le autorità locali, gli educatori, gli amministratori e i ragazzi di tutto il paese per garantire che il programma continui a crescere e ad avere successo. L'ultimo progetto di Schwarzenegger e della Inner-City Games Foundation è Arnold's All-Stars, un'organizzazione dedicata a fornire programmi doposcuola di qualità offrendo attività di arricchimento accademico, ricreativo e culturale alle scuole medie della California, con l'obiettivo di aiutare i giovani a migliorare sia nella scuola che nella vita.
Tra il 1993 e il 1994, Schwarzenegger fu un ambasciatore della Croce Rossa (un ruolo cerimoniale assunto dalla maggior parte delle celebrità), registrando diversi annunci radio/televisivi di Pubblicità Progresso per le donazioni del sangue. Suscitò interesse il fatto che indossasse una maglietta bianca con sopra una croce rossa, mentre posava con le mani incrociate; l'immagine venne riportata da molte riviste.
Schwarzenegger ottenne il suo primo vero successo politico il 5 novembre 2002 quando i californiani approvarono la Proposition 49 creata e sostenuta direttamente da lui, l'"After School Education and Safety Program Act of 2002", una iniziativa per rendere disponibili finanziamenti statali per i programmi del doposcuola. Grazie a questa iniziativa, di cui Schwarzenegger è stato insieme sponsor, promotore e presidente, ogni scuola elementare e media della California, privata o pubblica, che sia interessata a creare un programma di doposcuola per i propri alunni potrà disporre di contributi statali. L'impegno sociale di Schwarzenegger è ampiamente riconosciuto, come dimostrano attestazioni di benemerenza che gli sono stati offerte nel corso degli anni: nel febbraio 1993 la National Association of Theater Owners ha persino creato un nuovo premio per il riconoscimento della sua carriera e del suo impegno filantropico: l'International Star of the Decade. Nel 1991 e nel 1997, Schwarzenegger ha ricevuto il Simon Wiesenthal Center's National Leadership, per il sostegno all'organizzazione che si occupa degli studi sull'Olocausto. Nel 1997 è stata la volta dello ShoWest Humanitarian of the Year Award, e nel 1998 del Moving Picture Ball's American Cinematheque Award. Nel 2000, l'AFMA gli ha conferito la massima onorificenza nominandolo World Wide Box Office Champ; Boys and Girls Town lo ha premiato per le iniziative dell'ICG e Special Olympics con il Father Flanagan Service to Youth Award. Nel 2001, ha ricevuto il prestigioso Lifetime Achievement Award dagli International World Sports Awards, per i risultati raggiunti nell'atletica e per la promozione dell'attività sportiva tra i ragazzi. Lo stesso anno l'Organizzazione World Stunt Awards gli ha assegnato il Taurus Honorary Award in onore della sua attività di sostegno a favore degli "stuntmen" del cinema. Nel 2002, ha ricevuto il prestigioso Muhammad Ali Humanitarian Award dalle mani dello stesso Ali, amico di lunga data nonché suo mentore sportivo. Di recente, inoltre, il St. Johns Hospital ha conferito ad Arnold Schwarzenegger e alla moglie Maria Shriver il Caritas Award for Spirit of Charity. Nello stesso anno, infine, Schwarzenegger è stato scelto dal sindaco di Los Angeles James Hahn per accendere la fiaccola delle Olimpiadi estive.
I successi di cui l'attore va più fiero sono tuttavia quelli maggiormente concreti. Schwarzenegger ha finanziato e dedicato tempo ed energie ad organizzazioni filantropiche di tutto il mondo. Nel 1979 è stato nominato International Weight Training Coach di Special Olympics, l'organizzazione fondata nel 1967 dalla suocera Eunice Kennedy Shriver di cui è anche ambasciatore globale. Egli è inoltre autore di numerosi libri, tra cui “Arnold, The Education of a Bodybuilder” e due volumi dell'Encyclopedia of Modern Bodybuilding. In conclusione, i contributi dati da Arnold Schwarzenegger nel corso degli anni sono stati numerosi e di varia natura. Dalla recitazione, la regia e la produzione, all'agonismo atletico, le imprese commerciali e l'impegno sociale.
Schwarzenegger inizia quindi ad inserirsi nel mondo politico statunitense. Intrattiene relazioni e favorisce incontri con i Governatori dei differenti stati, vara la proposta di un programma per modificare l'istruzione scolastica in America. La sua presenza e il suo carisma crescono con il tempo; l'impegno e la dedizione dell'attore austriaco gli permettono di conquistare la fiducia di numerosi uomini politici e del popolo americano.
Negli ultimi anni l'attore ha inoltre ricevuto diversi titoli onorifici: nel 1996 l'Honorary Doctorate of Humane Letters dall'Università del Wisconsin, dove si è laureato; nel 2001 e nel 2002 l'Honorary Doctorate in Business Administration for his Life Achievements dalla Imadec University di Vienna e infine il Doctorate of Humane Letters per le iniziative di Special Olympics e Inner City Games dalla Chapman University.

## Affiliazione politica

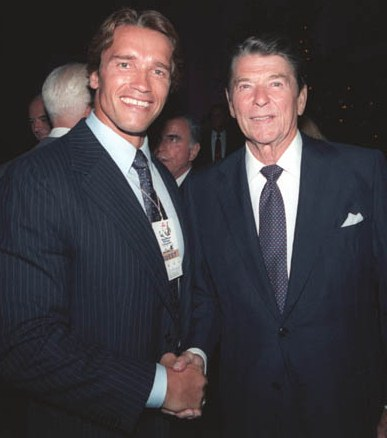
Schwarzenegger e Ronald Reagan nel 1984

Schwarzenegger è sempre stato iscritto alle liste elettorali del Partito Repubblicano, fatto inusuale per la comunità degli attori di Hollywood, tradizionalmente del Partito Democratico.
Come molti repubblicani della California, si descrive come fiscalmente conservatore e socialmente moderato: per esempio si è dichiarato a favore del libero arbitrio e della ricerca sulle cellule staminali pagate dai contribuenti americani.
Schwarzenegger era nello staff del Presidente Ronald Reagan ed ha partecipato attivamente alla campagna elettorale del 1988 in favore di George Bush sr. Tuttavia ha rivolto dure critiche ad alcuni compagni repubblicani durante il noto "impeachment" di Bill Clinton del '98. Pensando di influire sul risultato dell'Ohio nelle presidenziali del 2004, Schwarzenegger ha sostenuto George W. Bush negli ultimi giorni di campagna elettorale. Egli ha anche elogiato il candidato repubblicano John McCain nelle presidenziali 2008. Lo ha definito un "grande senatore" e "un grande amico", con idee convergenti sui problemi più impellenti. Ha ufficialmente sostenuto McCain per le presidenziali sin dalla sua nomina il 31 gennaio 2008.
In un'intervista del 29 ottobre 2002, con Chris Matthews della MSNBC alla Chapman University, Schwarzenegger spiegò perché fosse un repubblicano:
Si sa già dagli anni novanta che Schwarzenegger era interessato ad una carica pubblica (una consapevolezza a cui si fa riferimento scherzosamente in un film di Sylvester Stallone, Demolition Man, dove un'America del futuro introduce un emendamento costituzionale per permettere ai cittadini che non sono nati negli Stati Uniti, e quindi a Schwarzenegger, di diventare Presidente).
Riguardo alla corsa per una carica pubblica, nel 1999, disse alla rivista Talk che:
Alcuni analisti sospettano che sia stato il suo annuncio ufficioso per la corsa a governatore della California del 2002. Infine, sostenne il suo amico e compagno repubblicano di vedute moderate, Richard Riordan, precedentemente sindaco di Los Angeles (California).

## Elezioni di revoca del Governatore della California del 2003
Per anni Schwarzenegger ha discusso con amici, potenziali donatori, consiglieri e alleati politici una possibile corsa per le cariche pubbliche più alte. Il 10 aprile 2003 all'hotel Los Angeles Peninsula, per esempio, si incontrò col dirigente politico repubblicano Karl Rove per discutere la futura campagna elettorale. Precedenti e-mail da Enron mostrano che Schwarzenegger si incontrò anche con Ken Lay il 17 maggio, 2001 all'Hotel Peninsula, dove Lay fece pressioni sui leader del business e sui futuri aspiranti governatori, come Richard Riordan e Bill Simon, affinché supportassero una soluzione alla crisi energetica della California, che includesse la fine della sterminata inchiesta sull'approvvigionamento dei prezzi.
Nel marzo 2001, il partito repubblicano della California chiese a Schwarzenegger di candidarsi come governatore. Nei mesi che precedettero le elezioni della California del 2003, si discuteva apertamente della possibilità che Schwarzenegger stesse considerando di presentarsi per concorrere all'elezione a Governatore della California. Nel numero di luglio 2003 della rivista Esquire, disse, "Sì, mi piacerebbe essere il governatore della California... Se lo stato ha bisogno di me, e non c'è nessuno che reputo migliore, allora mi candiderò." Quando una petizione per rimuovere il governatore democratico Gray Davis, il 24 luglio, raggiunse il quorum per essere sottoposta agli elettori, Schwarzenegger lasciò che molti rimanessero incerti sulla sua partecipazione alla competizione elettorale. Schwarzenegger aveva appena iniziato un tour promozionale per Terminator 3 - Le macchine ribelli e disse che avrebbe annunciato la sua decisione di concorrere o meno il 6 agosto al The Tonight Show with Jay Leno.

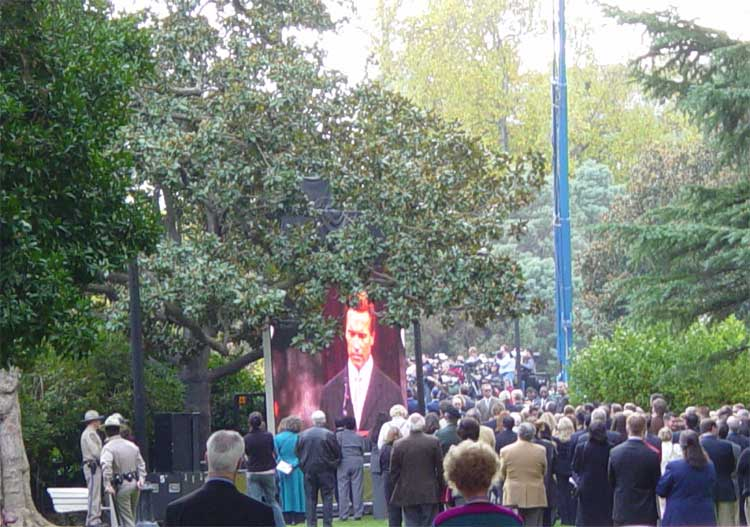
Folla osserva l'investitura ufficiale di Schwarzenegger

Nei giorni e nelle ore precedenti alla registrazione dello spettacolo, esperti di politica e persone informate conclusero che Schwarzenegger stava decidendo di non presentarsi per il voto di rimozione del 7 ottobre in California. Anche i suoi consiglieri più vicini dissero che probabilmente non avrebbe concorso. Voci precedenti all'annuncio dissero che sua moglie, Maria Shriver, una Democratica della famiglia Kennedy, era contraria alla sua candidatura, e lui voleva la sua approvazione per presentarsi. Mentre annunciava la sua candidatura al Tonight Show, scherzò, "È la decisione più difficile che abbia preso in tutta la mia vita, a parte quella che feci nel 1978 quando decisi di farmi depilare il pube." Alla fine, la Shriver disse che lei avrebbe sostenuto Schwarzenegger quale che fosse la sua decisione, così lui decise di concorrere. Schwarzenegger disse a Leno, "I politici sono giocherelloni, pasticcioni e deludenti. L'uomo che sta deludendo la gente più di tutti è Gray Davis. Li sta deludendo in maniera incredibile, e questo è il motivo per cui ha bisogno di essere rimosso, ed è il motivo per cui concorro alla carica di governatore."
La candidatura di Schwarzenegger scatena immediatamente le reazioni da parte degli esponenti politici e delle autorità governative negli Stati Uniti. Come candidato nell'elezione a governatore, Schwarzenegger era il personaggio più conosciuto in un affollato gruppo di candidati, ma non aveva mai ricevuto un incarico politico pubblico e le sue idee politiche erano sconosciute alla maggior parte dei californiani. La sua candidatura fu subito una notizia di rilevanza nazionale ed internazionale, con i media che si riferivano a lui come "The Governator" (riferendosi al film Terminator, vedi sopra) e "The Running Man" (il nome di un altro suo film), e chiamando l'elezione di rimozione ("recall" in inglese) "Total Recall" (ditto) e "Terminator 4: Rise of the Candidate" (riferendosi al suo ultimo film Terminator 3: Rise of the Machines). Schwarzenegger fu abile nell'usare le sue ben conosciute frasi, promettendo di "pompare (pump up) Sacramento" (la capitale dello Stato) e di dire a Gray Davis "hasta la vista". Alla fine della sua prima conferenza stampa, disse "Tornerò" ("I'll be back"). Schwarzenegger tenta di seguire le orme del precedente governatore della California ed una volta stella del cinema Ronald Reagan. Comunque, a causa del suo Stato di cittadino americano naturalizzato non avrebbe la possibilità di cercare di diventare Presidente (a meno che la Costituzione degli Stati Uniti non venga emendata). Tra il gruppo che lo ha sostenuto nella sua campagna c'erano Rob Lowe, Warren Buffett, e George Shultz.
Durante lo svolgimento della Campagna elettorale, nei mesi successivi la contestazione alla candidatura ufficiale di Schwarzenegger aumenta con il passare delle settimane. Negli ultimi cinque giorni prima delle elezioni la rivista Los Angeles Time riporta dichiarazioni diffamatorie di diverse donne californiane che accusano Arnold di atteggiamenti e molestie personali nei loro confronti durante gli anni giovanili della carriera nel bodybulding (come quella di una cinquantunenne che raccontò che da giovane la bloccò contro il suo petto e la sculacciò brevemente) e queste furono corroborate da una presunta intervista che l'attore stesso rilasciò a riviste come Oui nelle quali diceva di aver fumato marijuana ed aver partecipato ad un'orgia. Schwarzenegger ammise che si era "comportato male talvolta" e si scusò, ma dichiarò anche la falsità e l'assurdità dei racconti pubblicati sul suo conto, volti a degradare e a rovinare la sua immagine pubblica.
Gli avversari di Schwarzenegger lo hanno dipinto come un misogino con una storia di maltrattamenti verso le donne, e che manda messaggi contrastanti, partecipando a film violenti mentre predica pace e non-violenza. I sostenitori di Schwarzenegger argomentano che le accuse di maltrattamenti da parte di donne non hanno valore ed erano solo un tentativo tardivo e disperato di macchiare la sua reputazione.
Tra le altre false accuse circolanti sul suo conto, ci furono quelle basate su citazioni selettive, che lui fosse un ammiratore di Adolf Hitler e che lo avesse considerato un grande propagandista. Comunque, il testo completo delle affermazioni dalle quali le citazioni erano state tratte riduce significativamente la credibilità di queste accuse. Sebbene il padre di Schwarzenegger fosse stato realmente un membro del Partito Nazista, gli avversari furono costretti ad ammettere che Schwarzenegger era stato un forte sostenitore dei vari gruppi ebraici, e aveva denunciato i principi del regime nazista tedesco, dicendo "Io ho sempre disprezzato ogni cosa che Hitler rappresenta."
Queste accuse non finirono per danneggiare la campagna di Schwarzenegger; vennero, comunque, usate ampiamente dai suoi detrattori. Garry Trudeau, il disegnatore della striscia a fumetti Doonesbury, mescolò le accuse dando a Schwarzenegger il nomignolo di "Gropenfuhrer", e dipingendo nei suoi lavori Schwarzenegger come una enorme mano pronta ad afferrare.
L'apparente immunità agli scandali di Schwarzenegger rivitalizzò l'adattamento di un vecchio adagio politico "Il solo modo nel quale può perdere questa elezione è se viene trovato con un ragazzo vivo o una ragazza morta".
Il 7 ottobre 2003, le elezioni della California del 2003 ebbero il risultato di revocare il Governatore Gray Davis con il 55.4% di voti. Schwarzenegger fu eletto Governatore della California alla seconda votazione con il 48.6% dei voti, sconfiggendo il Democratico Cruz Bustamante, il compagno Repubblicano Tom McClintock e altri.
È riuscito così a passare indenne tra le false accuse di molestie lanciate nei giorni scorsi dalle pagine del Los Angeles Times, accuse che hanno suscitato tante proteste e hanno portato a perdere di credibilità il giornale con la rescissione di 1000 abbonamenti.
Ha giurato e preso possesso del suo incarico il 17 novembre 2003. L'investitura di Schwarzenegger fu aperta da Vanessa Williams, coprotagonista nel film L'eliminatore cantando The Star-Spangled Banner. Tra i divi hollywoodiani furono presenti Danny DeVito, Rhea Perlman, Dennis Miller, Tom Arnold, sua moglie Shelby, and Rob Lowe (solo Miller era repubblicano). I suoi figli si unirono agli altri nel recitare la Dichiarazione di Fedeltà, e quindi Maria Shriver parlò e tenne la Bibbia mentre Schwarzenegger giurava prendendo l'incarico di Governatore. Quindi parlò brevemente:

## Primi anni: 2003-2004
Nonostante le aspettative secondo cui Schwarzenegger sarebbe stato vulnerabile alle critiche dell'opposizione una volta entrato in carica, l'inizio della sua amministrazione mostrò alcuni successi. Ha gestito con successo politici californiani così diversi come John Burton a sinistra e Tom McClintock a destra. Alla fine di maggio del 2004 i sondaggi posero la sua popolarità al 65%, la più alta per un governatore della California negli ultimi 45 anni, compreso un 41% di approvazione da parte degli elettori democratici. In confronto, l'ex presidente Ronald Reagan, noto come "il grande comunicatore", non arrivò mai al 60% quando era governatore della California.

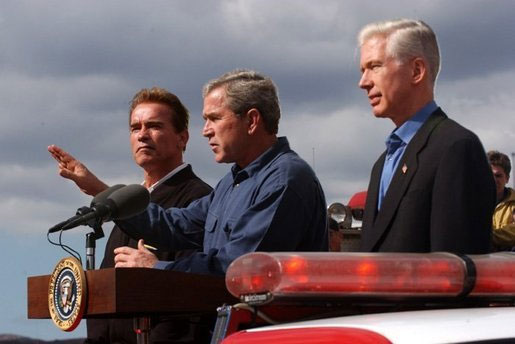
Discorso ai pompieri del 4 novembre 2003 di Arnold Schwarzenegger, George W. Bush Presidente degli Stati Uniti, e Gray Davis.

Nelle ore seguenti alla nomina, Schwarzenegger mantenne la promessa fatta durante la campagna di abrogare un aumento impopolare del 200% della tassa sulle automobili decisa dall'Amministrazione del Governatore Davis per risanare il bilancio dello Stato. L'aumento era una ritorno ai livelli del 1998. Nel suo primo giorno in carica, Schwarzenegger propose un piano in tre punti per riparare al problema del bilancio. Primo, Schwarzenegger propose l'emissione di 15 miliardi di bond. Secondo, chiese agli elettori di far passare un emendamento costituzionale per limitare le spese statali. Terzo, cercò di sistemare i risarcimenti per gli infortuni sul lavoro. Schwarzenegger chiamò il parlamento dello Stato in sessione speciale e disse che tagli alle spese sarebbero stati necessari. Iniziò i tagli alle spese concordando di svolgere il suo ruolo di governatore senza salario, realizzando per lo Stato un risparmio di 175.000 dollari (USD) all'anno.

### Propositions 57 and 58
Per soddisfare i primi due punti, chiese agli elettori della California di far passare la Proposition 57 e Proposition 58, nella votazione del 2 marzo 2004. La prima autorizzava la vendita di 15 miliardi di dollari in bond, mentre la seconda obbligava ad un bilancio in pareggio. A dispetto di un tiepido supporto iniziale da parte del pubblico, la combinazione di una pesante campagna da parte di Schwarzenegger, il supporto da parte di un certo numero di Democratici di spicco e gli avvisi sulle paurose conseguenze in caso le proposte fossero state respinte portarono ad un voto ampiamente in favore delle due proposte. La Proposition 57 passò con il 63,3% dei voti a favore, mentre la Proposition 58 passò con il 71,0% a favore. Soddisfece il terzo punto quando firmò una legge di riforma dei risarcimenti per infortunio, il 19 aprile 2004. Schwarzenegger convinse il parlamento controllato dai Democratici ad approvare il pacchetto minacciando di portare la questione agli elettori in novembre se il potere legislativo non si fosse mosso.
Le sue manovre economiche hanno comportato una revisione a rialzo di almeno 3 punti delle previsioni del Mercato Obbligazionario Internazionale riguardo al mercato californiano.
Dopo che il Governatore Schwarzenegger si è dedicato alle finanze, il tasso obbligazionario è salito di tre punti, risparmiando allo Stato della California più di 20 milioni di dollari di interessi obbligazionari in dieci anni.

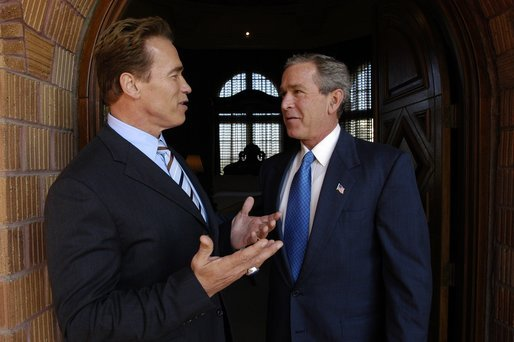
Il Presidente G. W. Bush si incontra con il Governatore Schwarzenegger in Riverside, California

Schwarzenegger venne in seguito criticato per non aver mantenuto la promessa della campagna elettorale di non prendere soldi dagli interessi speciali

### Affiliazioni locali
Nel febbraio 2004 quando il Sindaco di San Francisco, Gavin Newson, ordinò un cambiamento della documentazione relativa alla richiesta di certificati per permettere matrimoni omosessuali, il Governatore Schwarzenegger si oppose affermando che questo era al di là dei poteri del Sindaco ma disse anche che egli sosteneva i diritti dei gay e che aveva già dimostrato il suo sostegno ad una legge che permettesse matrimoni civili per le coppie gay.
Nel 2005 quando egli pose il veto su un'ordinanza che avrebbe reso legali i matrimoni omosessuali, difese le sue azioni dicendo che i cittadini della California avevano approvato un'iniziativa che proibiva questo riconoscimento e che lui sosteneva quella legge dello Stato su convivenze domestiche che dà alle coppie omosessuali molti dei diritti che avevano le coppie eterosessuali.
Egli aveva dato sostegno alla legalizzazione in California di matrimoni omosessuali quando la legge era ancora in essere.
Tuttavia, i critici hanno fatto notare che non è un requisito federale che altri Stati riconoscano una convivenza permessa dallo Stato (in questione), come nel caso di matrimoni (celebrati) secondo la Full Faith and Credit Clause della Costituzione degli Stati Uniti.

### Pena di morte
Nel febbraio 2004 rifiutò l'amnistia al condannato per omicidio Kevin Cooper, che aveva chiesto clemenza nella sua sentenza di condanna a morte. Ciononostante, la prevista esecuzione di Cooper venne sospesa dalla corte d'appello in attesa di un riesame delle prove.

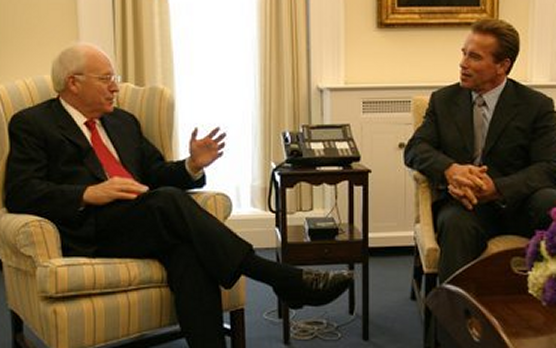
Arnold Schwarzenegger con Dick Cheney alla Casa Bianca

Un portavoce dei Verdi austriaci, Peter Pilz, in seguito chiese che Schwarzenegger fosse privato della sua cittadinanza austriaca. Pilz rivendicò che la Legge austriaca vieta che qualsiasi cittadino prenda parte o ordini esecuzioni capitali.
Il governatore ha concesso la grazia a un numero elevato di criminali che si sono pentiti - più del suo predecessore Democratico Gray Davis, che presidiò durante numerose esecuzioni. La facoltà di concedere la grazia è spesso controversa. Dopo un periodo di considerazioni più lungo del solito, il 12 dicembre 2005 Schwarzenegger e la corte d'appello federale negarono la clemenza al quattro volte assassino Stanley Tookie Williams, che fu giustiziato il giorno successivo.
In una dichiarazione, Schwarzenegger non discusse riguardo al fatto che le azioni di Williams fossero al di là della possibilità di espiazione; al contrario, sembrò riconoscere che tale espiazione fosse possibile, ma Williams non aveva agito in questo senso. Schwarzenegger affermò che l'unica cosa che sarebbe il più chiaro indizio di un rimorso completo e di una completa redenzione è proprio quella cosa che Williams non fece mai: scusarsi e pentirsi per i quattro omicidi e i crimini che aveva commesso.

### Tasse e questioni economiche
Nel marzo del 2004 la fondazione per la ricerca delle politiche liberali, Il Cato Institute, lo mise al primo posto nella graduatoria dei governatori che si erano distinti per la migliore politica fiscale e di risparmio. Nel luglio di quello stesso anno, tuttavia, Schwarzenegger e la sua assemblea legislativa raggiunsero un punto morto, quando non riuscirono a far approvare il budget in tempo e ciò fece soffrire la sua immagine e il suo decoro. Nel tentativo di ottenere il consenso pubblico, paragonò i legislatori a bambini dell'asilo bisognosi di una pausa e chiamò gli oppositori del bilancio "girlie men", cioè "femminucce" (un riferimento alla parodia dello stesso Schwarzenegger in onda da diverso tempo al Saturday Night Live).

### Il "caso" femminucce
Parlando dei legislatori, Schwarzenegger disse: "Essi fanno parte di quell'apparato burocratico fuori forma, fuori tempo, fuori portata e decisamente fuori controllo a Sacramento. Non hanno il fegato di venire qui, davanti a voi, e dire: 'Non voglio rappresentarvi. Voglio rappresentare solo interessi particolari, i sindacati, i magistrati.' ...se non hanno il fegato per farlo, io li chiamo femminucce. Dovrebbero far ritorno al tavolo delle trattative e definire il budget".
La battuta divenne notizia nazionale e non fu presa bene dai suoi oppositori, compresi i simpatizzanti gay, i gruppi femministi ed in generale gli effeminati che la etichettarono come omofobica e maschilista, nonostante il suo precedente appoggio ai diritti dei gay (vedi sopra il caso Gavin Newsom), per non parlare delle reazioni degli stessi legislatori. Altri tuttavia, erano pronti a sostenere che proprio i critici stavano esprimendo un sentimento di latente omofobia, perché automaticamente mettevano in relazione l'espressione "girlie-men" con gli omosessuali, sebbene il termine fosse stato usato per la prima volta nel programma Saturday Night Live per parodiare la sua carriera politica.
Si può sostenere che il termine "girlie-man" era riferito al Governatore che prendeva un po' in giro sé stesso, visto che la frase deriva dal popolare sketch della trasmissione Saturday Night Live "Pumping Up with Hanz and Franz" nel quale due culturisti austriaci battezzano quelli che non sono sufficientemente "gonfiati" come "girlie-men".
I suoi sostenitori fecero delle T-shirt con stampata la frase "girlie men" e il governatore continuò ad utilizzare il termine, compreso quando si rivolse alla convention nazionale dei repubblicani, chiamando i critici dell'attuale situazione economica statunitense "femminucce economiche".

## Carica di Governatore 2005-2006
Malgrado ciò che alcuni hanno definito come intoppi politici durante l'estate, i sondaggi sul campo pubblicati ad agosto e ottobre 2004 mostravano un tasso di gradimento di Schwarzenegger al 65%. Inoltre, a ottobre e per la prima volta in quattro anni, un gran numero di Californiani riteneva che lo Stato fosse "sulla via giusta".
Tuttavia, alla domanda se avrebbero appoggiato Schwarzenegger nel caso si fosse candidato alla presidenza, il 50% ha risposto che si sarebbe opposto, mentre solo il 26% ha affermato che avrebbe appoggiato il governatore nella corsa alla Presidenza degli Stati Uniti.

### Primavera 2005
Nella primavera del 2005, i sondaggi mostravano che il gradimento di Schwarzenegger era sceso tra il 40 e il 49%.
Il 13 giugno 2005, Schwarzenegger indisse un'elezione straordinaria nazionale per l'8 di novembre dello stesso anno, per votare una serie di riforme inizialmente proposte nel suo discorso sullo "stato dello Stato" del 2005. Un sondaggio apartitico condotto una settimana dopo, mostrò che il suo consenso era sceso al 37%, una delle percentuali più basse mai registrate da un governatore della California e appena al di sopra del consenso attribuito al precedente governatore, Gray Davis.
Il portavoce di Schwarzenegger spiegò che Schwarzenegger non aveva ancora avuto il tempo necessario per spiegare le sue proposte ai votanti. Anche la legislatura mieteva pochi consensi, con soltanto il 24% dei votanti che diceva di approvare il lavoro svolto dai legislatori.
Ciò corrispondeva a un calo del 10% da febbraio. Il governatore ha replicato che i sondaggi "ci inviano un chiaro messaggio". "So che la popolarità va e viene", ha aggiunto, "non appena cominci a prendere decisioni forti, che a volte non sono popolari."
I Repubblicani affermarono che il calo di popolarità era dovuto alla campagna pubblicitaria multimilionaria promossa da vari gruppi come i sindacati di infermieri, polizia e vigili del fuoco, che si erano opposti al suo piano per le pensioni e alla sua causa indetta al fine di ritardare la messa in vigore di un piano di adeguamento del corpo infermieri.
Alla fine di giugno 2005, un altro sondaggio apartitico ha mostrato numeri simili a quello precedente, evidenziando che il 57% dei votanti californiani non era incline a eleggere Schwarzenegger per un secondo mandato di governatore nel 2006.
Quando gli è stato chiesto quale lezione avesse tratto dal sondaggio, Schwarzenegger ha risposto: "le persone commettono errori, a volte e penso che noi stiamo imparando. [...] Questo è un chiaro messaggio che dobbiamo lavorare insieme e io non vedo l'ora."
In un certo senso, l'impopolarità del Governatore Schwarzenegger ha avuto a che fare coi suoi dissapori con tre gruppi di lavoratori: infermieri, insegnanti e vigili del fuoco. Alcuni sindacati e attivisti hanno reagito con rabbia.

### Estate 2005

#### Accusa di conflitto d'interessi
Mentre era governatore, Schwarzenegger ha continuato a mantenere il suo posto di editore esecutivo di due riviste della società American Media. Nel marzo del 2004 ha annunciato che il suo stipendio da 250000 dollari l'anno sarebbe stato devoluto in beneficenza. Il rapporto tra Schwarzenegger e le riviste è di vecchia data, era spesso sulle loro pagine ai tempi in cui si dedicava al body-building. Come editore esecutivo produce mensilmente articoli sulla sua storia di body builder.
Schwarzenegger ha attirato un polverone quando un secondo contratto per una posizione di consulenza è stato successivamente scoperto negli archivi della SEC (Security and Exchange Commission) dal Los Angeles Times. Questo secondo contratto gli avrebbe fruttato in previsione 8.000.000 di dollari nel corso dei successivi cinque anni. Della sua attività di consulente poco si sa se non che il lavoro, a quel che si dice, "richiede poco tempo".
Il New York Times ha poi riportato (15 giugno) che secondo il contratto di cinque anni, firmato due giorni prima del suo insediamento come governatore nel novembre 2003, la Oak Productions, compagnia di proprietà di Schwarzenegger, dovrebbe ricevere l'1% dei proventi della pubblicità dalla Weider Publications (Proprietà dell'American Media). Ma il pagamento deve essere di almeno 1.000.000 $ l'anno. Schwarzenegger si vede inoltre riconosciuta una phantom equity, un modo per avere parte nella crescita della società. La quota potrebbe arrivare a valere l'1% del valore della compagnia, che al momento del contratto fu stimato in 520.000.000 di dollari.
Il contratto è stato visto come un conflitto di interessi dai critici che fanno notare come le riviste ricevano la maggior parte degli utili grazie alla pubblicità delle società produttrici di integratori alimentari, appartenenti ad un settore industriale regolato dal governo. Nel settembre 2004 Schwarzenegger ha proibito alle scuole di farsi sponsorizzare da industrie simili. Nelle motivazioni per il provvedimento, ha sollevato la distinzione tra gli integratori alimentari ed energetici e l'uso di steroidi, che è ciò che va assolutamente vietato tra gli studenti delle scuole superiori.
I sostenitori di Schwarzenegger dicono che lui non ha firmato un provvedimento che proibisce alle compagnie di vendere integratori ai minori. In seguito alle accuse, Schwarzenegger ha affermato che avrebbe chiuso i contratti con le riviste.
Sempre in agosto il Los Angeles Times ha reso noto che 5 organizzazioni non-profit avrebbero raccolto 3.000.000 di dollari, essenzialmente da grossi affari, per sostener le spese personali e politiche di Schwarzenegger, compreso l'affitto di una suite da 6000 dollari a notte che Schwarzenegger usa quando è a Sacramento.
Il portavoce del governatore ha annunciato che Schwarzenegger aveva ordinato di rivelare i nomi delle società contribuenti al "residence fund".

### Autunno 2005
Il 29 settembre 2005, Schwarzenegger mise un veto sulla legge del matrimonio gay della California dopo che aveva passato entrambe le camere della legislatura.
Dichiarò che pose il veto sulla legge perché ritenne che fosse opposta alla volontà degli elettori come espressa dalla Proposizione 22 (referendum elettorale, ndr), che era passata nel 2000 con il 61.4% dei voti. La Proposizione 22 dichiarò che soltanto le unioni fra un uomo e una donna sarebbero state riconosciute nello Stato della California.
Il 16 settembre 2005, Schwarzenegger annunciò che si sarebbe posto come candidato per una seconda volta come governatore. Malgrado le sue valutazioni iniziali fossero alte, un sondaggio condotto la settimana prima indicò che soltanto il 36% degli elettori della California avevano intenzione di rieleggerlo.

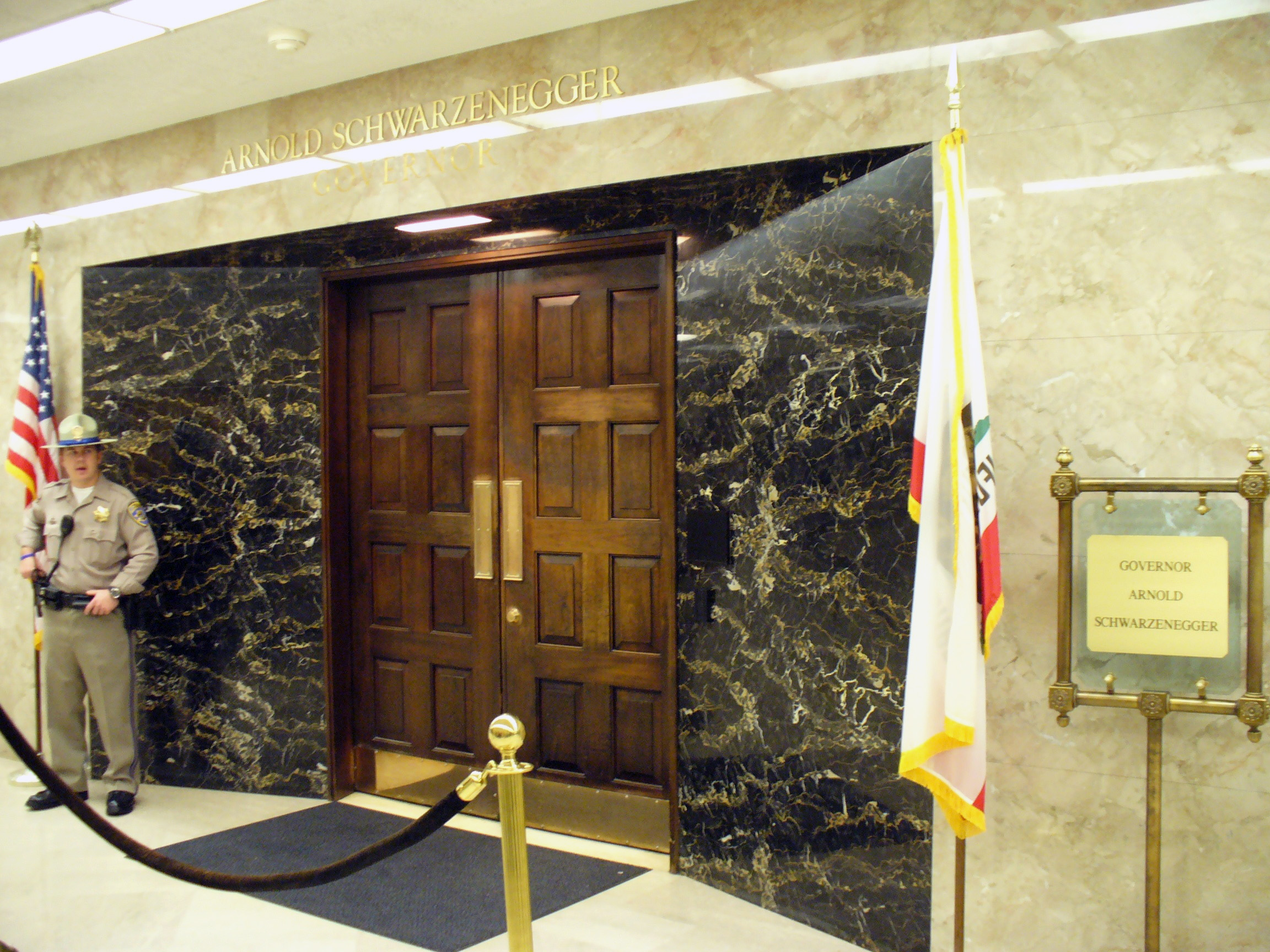
Ufficio del Governatore al California State Capitol

Schwarzenegger pose il veto il 7 ottobre 2005 sulla legge SB 469 (legge Bowen). Ciò avrebbe richiesto petizioni circolanti della gente per sapere se coloro che avevano firmato erano volontari o erano stati pagati per collezionare firme.
Avvicinandosi all'elezione speciale di novembre, Schwarzenegger fece una campagna molto attiva nell'intero Stato per la sua serie di proposte. Attraverso un'organizzazione denominata Join Arnold ("Unisciti ad Arnold, ") decine di milioni di dollari furono versati nello Stato, principalmente da interessi sociali, per finanziare la campagna. Sembra che Schwarzenegger abbia persino speso 7 milioni di dollari dei propri soldi. Schwarzenegger fece delle quattro proposte la chiave del suo programma di riforma.
I sindacati ed altri gruppi opposti alle misure spesero grandi somme di denaro per opporsi a Schwarzenegger. Le spese totali da entrambe le parti prima delle elezioni furono stimate intorno ai $300.000.000 (USD).
Nell'elezione speciale dell'8 novembre 2005, gli elettori della California diedero un colpo devastante a Schwarzenegger rifiutando tutte e quattro le iniziative che Schwarzenegger aveva proposto per riformare il governo statale. Tutte le proposte furono sconfitte da un margine di almeno 7 punti percentuali. Le due proposte più importanti per il piano di Schwarzenegger, Proposition 76 e 77, furono sconfitte rispettivamente per 24 e 19 punti.
La sconfitta lasciò Schwarzenegger molto indebolito politicamente, privandolo dell'unica fonte di autorità di cui disponesse contro la legislatura dei Democratici. Alcuni tra i suoi oppositori presero a chiamarlo The One-Terminator, un gioco di parole sul suo famoso ruolo di Terminator nei film, che implicava che le sue chance di essere rieletto si erano assottigliate.
Ha assunto un ex assistente di Gray Davis in qualità di capo del suo staff e sta lavorando con il leader della maggioranza al senato della California, Don Perata, per lo sviluppo di un piano di obbligazioni, stimato in miliardi di dollari, per accelerare la costruzione di infrastrutture come tangenziali e sistemi idrici.
Tuttavia, i tentativi del governatore Schwarzenegger di salvare la propria carriera politica per mezzo delle obbligazioni sono falliti nel marzo 2006, in gran parte a causa della sua incapacità di ottenere l'appoggio repubblicano per il suddetto piano di obbligazioni. I legislatori Democratici avevano fatto pressione su Schwarzenegger affinché nell'offerta di obbligazioni mettesse in rilievo quelle aree che avrebbero maggiormente beneficiato la popolazione dello Stato, mentre la minoranza Repubblicana spingeva perché si agevolassero gli affari e l'agricoltura. Il Governatore si trovò così in una situazione impossibile, perché aveva bisogno dell'appoggio sia dei Repubblicani che dei Democratici per raggiungere i due terzi dei voti e far decollare il piano delle obbligazioni di giugno.
Scelse di appoggiare le iniziative dei Democratici, ma così facendo perse l'appoggio dei Repubblicani nella legislatura. Malgrado una settimana di tentativi di trovare un compromesso dell'ultima ora, i legislatori democratici e repubblicani si mantennero fermi sulle loro posizioni e la situazione arrivò a un vicolo cieco.
Sia il Governatore che la legislatura hanno reso noto il desiderio di stabilire alcuni limiti alle obbligazioni per il ballottaggio del novembre 2006 e queste limitazioni si trovano nelle proposte (di legge) dalla 1A alla 1E al ballottaggio.

### Maggio 2006 - settembre 2006
Martedì 2 maggio 2006, Schwarzenegger riprese la sua ricerca per ottenere la concessione di due squadre nazionali di football nell'area di Los Angeles.
19 luglio 2006, Schwarzenegger propose la creazione del comitato d'azione climatica (Climate Action Board), un nuovo organo centralizzato sotto il suo controllo diretto che si occupasse di mettere in atto una delle iniziative più ardite volte a mettere un freno al riscaldamento globale.
Il 21 luglio, Schwarzenegger stanziò ulteriori 150 milioni di dollari per la ricerca sulle cellule staminali sulla scia del veto del Presidente Bush circa gli investimenti federali per la ricerca sulle cellule staminali embrionali.
Nell'agosto del 2006, Schwarzenegger e i deputati (legislatori) si accordarono per aumentare il salario minimo in California da $6.75 all'ora a $8.50 all'ora in due anni. Questo provvedimento irritò molti conservatori.
Il 30 agosto, i deputati Democratici e Schwarzenegger approvarono un decreto il Global Warming Solutions Act del 2006, per ridurre le emissioni di gas serra dello Stato (la California) del 25% nei successivi 20 anni.
Il 7 settembre, Schwarzenegger fece alcuni commenti controversi riguardo alla deputata all'assemble Repubblicana di origine latino-americana, Bonnie Garcia. A quanto pare la definì "un vero schianto".
Aggiunse anche "Intendo dire, che le latine [Cubane e Portoricane] ... sono tutte molto sexy. Hanno quel qualcosa che deriva loro da una parte di sangue nero e una parte di sangue latino che le rende bellissime."
Va notato che Garcia non si arrabbiò per il commento, che trovò innocuo, perfino piuttosto lusinghiero. Sul suo sito ufficiale, lei rispose: "Se i commenti del Governatore fossero stati intesi in senso discriminatorio o irrispettoso, sarei stata la prima a protestare. Ma non è stato questo il caso. Non solo le brevi affermazioni sono state estrapolate dal contesto di una conversazione ben più lunga, ma si incentrano su di me e un vecchio amico e rivale del governatore, Sergio Oliva."
Nella sua campagna accusò anche l'oppositore Phil Angelides di infrangere i protocolli di sicurezza nella propria campagna politica, avendo ottenuto la documentazione e accedendo illegalmente alla rete di computer del governatore, per poi lasciar trapelare le informazioni al Los Angeles Times. Katie Levinson, una portavoce nella campagna di Schwarzenegger, chiese che Angelides "denunciasse le azioni non etiche intraprese dai suoi collaboratori per conto suo" e affermò che Angelides stava tentando di diffamare personalmente Schwarzenegger. I collaboratori di Angelides sostennero che le accuse erano "politicamente tendenziose" e che il sito web era accessibile al pubblico.
Un'indagine della polizia (la California Highway Patrol) prosciolse i collaboratori di Angelides da ogni accusa.
Il 12 settembre 2006, Schwarzenegger ha scritto la parte editoriale del Los Angeles Times in cui ha invitato gli immigranti messicani ad imparare l'inglese ed obbedire alle leggi degli Stati Uniti. Inoltre ha sostenuto di aumentare la sicurezza al confine tra Stati Uniti e Messico.
La legge fiscale del bene immobile è stata influenzata nella California tramite Assembly Bill AB 2962, approvata e firmata in legge da Schwarzenegger il 22 settembre 2006. Nella legge passata, le vendite della residenza secondaria secondo la legge della California possono pagare fino al 3 1/3% di tassa valutata del prezzo di vendite lorde. La tassa è raccolta attraverso l'impegno e può essere dichiarata fino a 14 mesi prima delle dichiarazioni dei redditi della limatura per ottenere il pagamento eccessivo indietro. La legge permette che i contribuenti scelgano un importo di ritenuta. Questo importo sarà basato sull'aliquota dell'imposta sul reddito massima per gli individui (9.3%) o le società (8.84%) applicabili al reddito di capitale reale sulla vendita dei loro beni immobili. I contribuenti inoltre saranno tenuti a completare una certificazione nell'ambito della pena di spergiuro al compratore per scegliere questo metodo di ritenuta.
Il 27 settembre 2006, Schwarzenegger ha convertito in legge la legislazione più vasta dello Stato, promulgata per ridurre le emissioni di sostanze inquinanti nocive che causano il surriscaldamento globale. Alla cerimonia di firma, Schwarzenegger ha dichiarato, "Dobbiamo fare semplicemente tutto ciò che è in nostro potere per rallentare il surriscaldamento globale prima che sia troppo tardi… La scienza è chiara. Il dibattito di riscaldamento globale è chiuso".
Il miglioramento dei rapporti con la legislatura statale ha permesso la produzione di un preventivo nei limiti di tempo costituzionali (un evento raro nella California) ed il Governatore ha dichiarato che il fallimento delle sue iniziative del 2006 è stato ricevuto come un messaggio chiaro: l'elettorato prevede che la legislatura ed il Governatore debbano cooperare e fare i loro lavori nella fabbricazione della legge e del "...funzionare per la gente..."

## Campagna governativa 2006

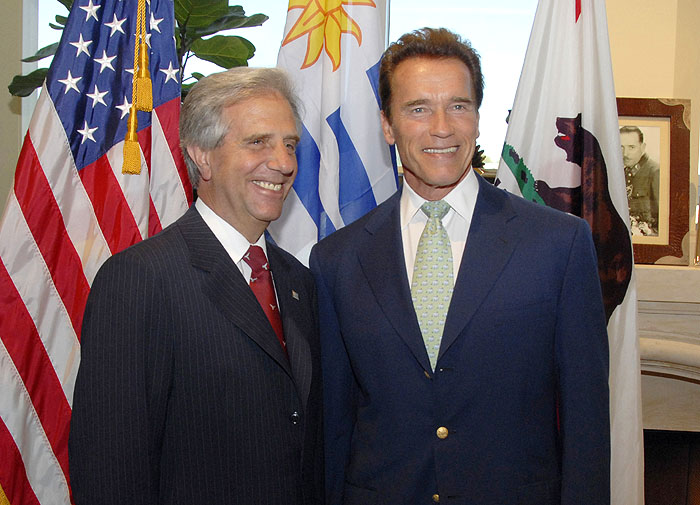
Arnold Schwarzenegger con Tabaré Vázquez nel 2007

- Il 27 ottobre Schwarzenegger si è trovato a San Francisco per presenziare moderatamente e in modo imparziale una conferenza medica. Circondato da dirigenti di alto profilo, Schwarzenegger ha poi firmato un provvedimento indirizzato a stimolare l'uso della banda larga e che delegherebbe l'agenzia per il commercio, il trasporto e l'alloggio come il coordinatore per le politiche della broadband: un'evoluzione che secondo lui potrebbe dare frutti positivi sia nella medicina che nel commercio. Schwarzenegger ha poi affermato di voler stare alla larga dagli orribili, incessanti attacchi che caratterizzano la maggior parte delle dispute politiche. Per quanto riguarda il tema della banda larga, esso sta agli elettori mille volte più a cuore, che i vari compromessi e promesse sbandierate nelle campagne politiche. La gente non vuole sentire da lui che Angelides ha torto su questo tema. La gente semplicemente non ha interesse a sentire tutto questo. Quello che vuole sentire è che lui è al lavoro per costruire la California: gli chiederanno cosa farà al riguardo, come si muoverà."
- Schwarzenegger si preso l'impegno di parlare alla convention del NAACP il pomeriggio del 28 ottobre 2006. Alle 8:01 di sera, un minuto esatto dopo la chiusura dei seggi elettorali in California, Schwarzenegger è stato dichiarato come il vincitore secondo molte testate giornalistiche.[33]
- Poco dopo la sua rielezione, l'ufficio del Governatore ha annunciato l'istituzione del Comitato Inaugurale del Governatore 2007 che avrebbe raccolto fondi da donatori privati per sponsorizzare le festività e gli eventi. Secondo quando comunicato dal Los Angeles Times l'evento di due giorni sarebbe costato almeno 1.4 milioni di dollari e non sarebbero stati usati fondi pubblici. I punti principali dell'evento sono stati Jennifer Holliday, una delle Dreamgirls originali di Broadway, la diva della musica disco Donna Summer e Paul Anka.

## Governatorato 2007-2008

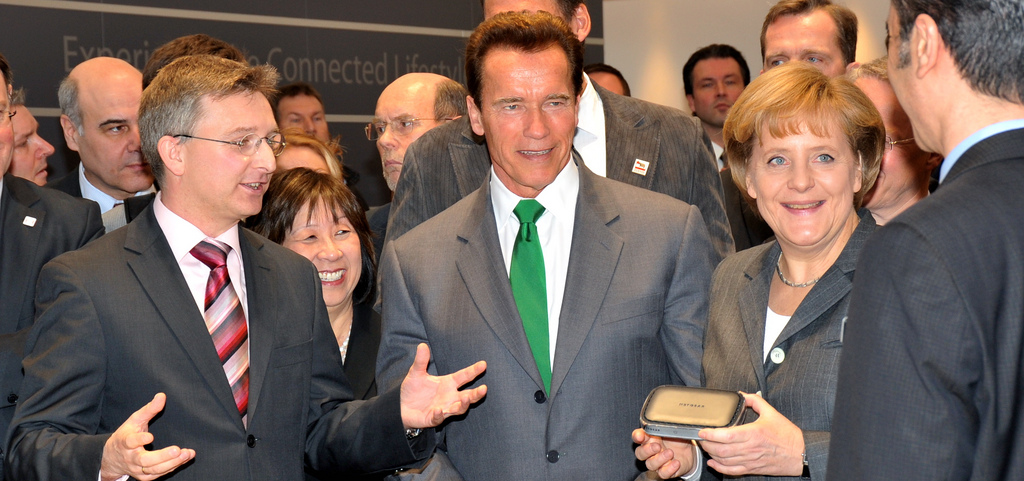
Schwarzenegger e Angela Merkel

Nel 2007, Schwarzenegger ha visto salire il proprio indice di gradimento, ma nel 2008 questo indice iniziò a diminuire, ed è rimasto statisticamente stabile oltre il 50% durante il mese di giugno.

## Governo 2009
Il governo della California iniziò il 2009 con un debito di 42 miliardi di dollari, rendendo difficile per Schwarzenegger lavorare con i legislatori e mantenere gli obblighi del partito allo stesso tempo. Dopo un processo andato male, il governatore firmò un piano per risanare il budget il 20 febbraio 2009.
In un tentativo per riempire il fondo generale della California, gli abitanti vedranno un incremento delle loro tasse e l'aumento dell'un percento delle tasse sulla vendita (da 7.76 a 8.76). Con una mossa controversa, il governatore ha anche dichiarato due venerdì al mese come licenza di congedo per i lavoratori dipendenti statali, facendo intendere che non verranno al lavoro e non saranno pagati.
Il 13 aprile 2009 il governatore Schwarzenegger e il sindaco di Fresno Ashley Swearengin tennero una conferenza stampa per annunciare l'Iniziativa "Alleanza della Salute", un fondo pubblico-privato di 32 milioni di dollari mirato all'incremento di migliaia di richiestissimi medici professionisti.
Il 15 aprile 2009, il governatore Schwarzenegger ha ricevuto un avviso di richiesta di destituzione dalla carica inoltrato da un gruppo definitosi "Contribuenti Uniti per la destituzione del governatore Schwarzenegger".

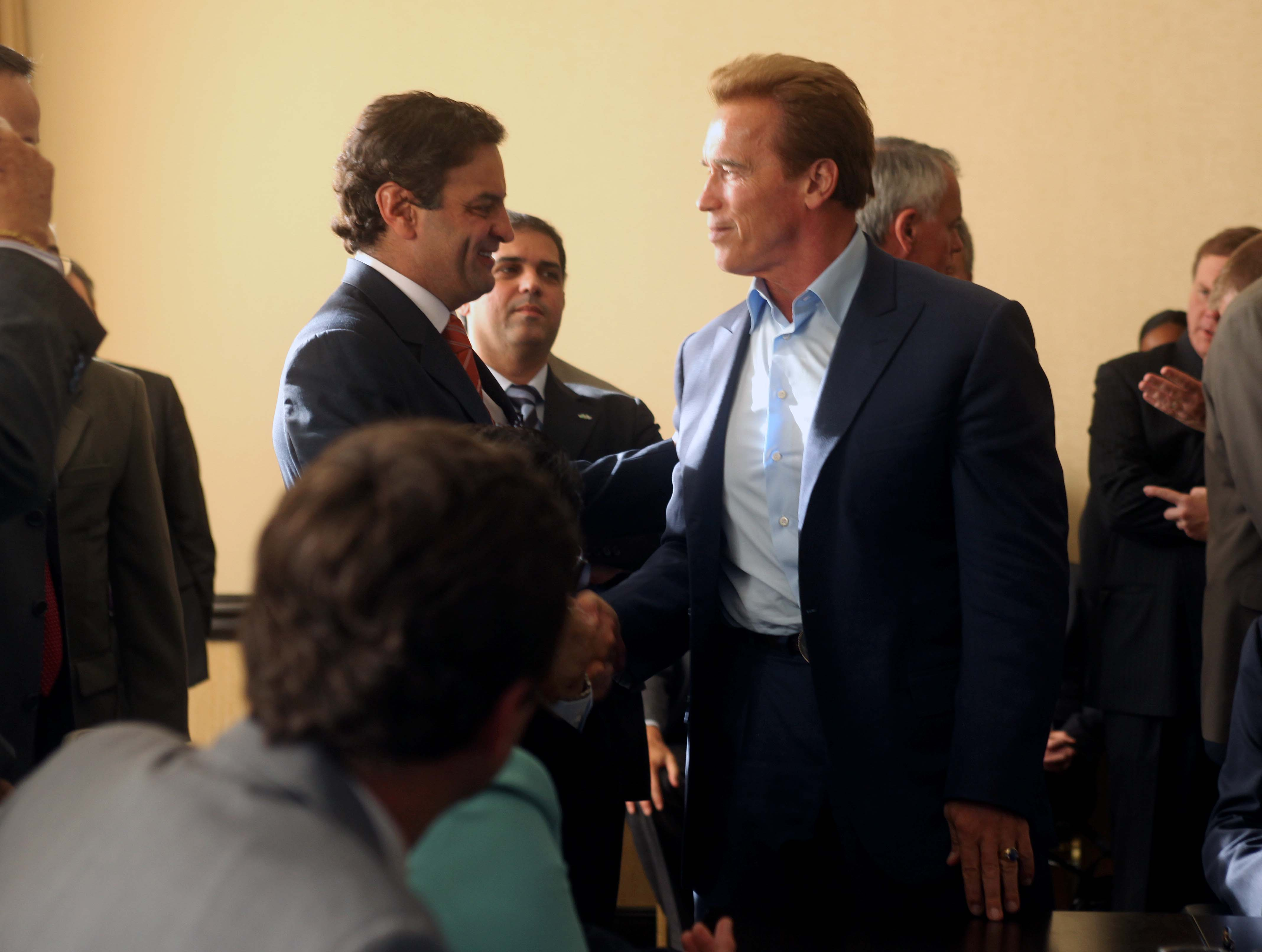
Arnold Schwarzenegger con Aécio Neves nel 2009

Il governatore ha sostenuto diverse iniziative in una scheda elettorale del 19 maggio. La proposta 1A voleva aumentare le tasse per raccogliere un totale di 16 miliardi di dollari. Una sintesi della proposta 1A è quanto segue:
Cambiamenti nel processo di preventivo di bilancio. Si potrebbero limitare futuri deficit e spese aumentando l'ammontare del fondo statale per le spese straordinarie e richiedendo che le entrate al di sopra della media (in eccesso) siano depositate in questo fondo, da usare durante le congiunture economiche e per altri motivi. Impatto fiscale: maggiori introiti dalle imposte statali per circa 16 miliardi di dollari dal 2010 - 11 a tutto il 2012 - 13. Nel lungo termine: accresciute somme di denaro nelle casse per le spese straordinarie e, in pratica, minori sbalzi nelle spese statali.
Il 5 maggio, due settimane prima dell'elezione straordinaria, il Governatore ha messo in guardia l'opinione pubblica dicendo che non gli piacciono le tattiche allarmistiche, ma "ha paventato conseguenze gravissime se gli elettori non approveranno i sei provvedimenti dell'elezione straordinaria". Con i sondaggi indicanti che gli elettori della California voteranno no per la proposta 1A-E, e in effetti gli elettori in seguito hanno votato contro la proposta di aumenti delle tasse con uno scarto di quasi 2 a 1, il Governatore è preoccupato che il preventivo di bilancio dovrà essere rimandato indietro per essere ridiscusso dalle due camere.